# Список АЭС с реакторами РБМК
Список включает все атомные электростанции, в состав которых входят энергоблоки с реакторами РБМК — действующими, закончившими работу, а также теми, чьё строительство было остановлено. Список разбит по статусу станций и странам-владельцам, по алфавиту.
РБМК — ядерный реактор, канальный, гетерогенный, уран-графитовый (графито-водный по замедлителю), кипящего типа, на тепловых нейтронах.
Серия этих энергетических реакторов была разработана в СССР и является уникальной, реакторы этого типа не строились ни одной страной кроме Советского Союза. Несмотря на ряд удачных конструкторских решений, РБМК не получил распространения из-за тяжелейшей в истории ядерной энергетики аварии на Чернобыльской АЭС в 1986 году, одной из причин которой стали конструктивные недостатки реактора.
Первый энергоблок с реактором типа РБМК был запущен в 1973 году на Ленинградской АЭС.
Создатели реакторов РБМК:
- научный руководитель: Курчатовский институт (Москва)
- разработчик: НИКИЭТ имени Н. А. Доллежаля (Москва).

## Действующие станции[1]
В настоящий момент в России эксплуатируется 7 реакторов РБМК на 3-х атомных станциях. Ядерное топливо в виде тепловыделяющих сборок для всех станций поставляет российская компания ТВЭЛ.

### Россия
| Изображение | Название          | Энергоблоки | Реакторы  | Мощность, МВт | Начало строительства     | Ввод в работу | Окончание работы | Примечания                                                                                  |
| ----------- | ----------------- | ----------- | --------- | ------------- | ------------------------ | ------------- | ---------------- | ------------------------------------------------------------------------------------------- |
|             | Курская АЭС       | 1           | РБМК-1000 | 1000          | 1972                     | 1976          | 2021             |                                                                                             |
| 2           | Курская АЭС       | РБМК-1000   | 1000      | 1973          | 1979                     | 2024          |                  |                                                                                             |
| 3           | Курская АЭС       | РБМК-1000   | 1000      | 1978          | 1983                     | 2029 (план)   |                  |                                                                                             |
| 4           | Курская АЭС       | РБМК-1000   | 1000      | 1981          | 1985                     | 2030 (план)   |                  |                                                                                             |
| 5           | Курская АЭС       | РБМК-1000   | 1000      | 1985          | строительство прекращено |               |                  |                                                                                             |
| 6           | Курская АЭС       | РБМК-1000   | 1000      | 1986          | строительство прекращено |               |                  |                                                                                             |
|             | Ленинградская АЭС | 1           | РБМК-1000 | 1000          | 1970                     | 1973          | 2018             | Первая АЭС с реактором РБМК.                                                                |
| 2           | Ленинградская АЭС | РБМК-1000   | 1000      | 1970          | 1975                     | 2020          |                  | Первая АЭС с реактором РБМК.                                                                |
| 3           | Ленинградская АЭС | РБМК-1000   | 1000      | 1973          | 1979                     | 2025 (план)   |                  | Первая АЭС с реактором РБМК.                                                                |
| 4           | Ленинградская АЭС | РБМК-1000   | 1000      | 1975          | 1981                     | 2025 (план)   |                  | Первая АЭС с реактором РБМК.                                                                |
|             | Смоленская АЭС    | 1           | РБМК-1000 | 1000          | 1975                     | 1982          | 2027 (план)      | Блок-3 единственный с реактором типа РБМК, запущенный после Чернобыльской аварии 1986 года. |
| 2           | Смоленская АЭС    | РБМК-1000   | 1000      | 1976          | 1985                     | 2030 (план)   |                  | Блок-3 единственный с реактором типа РБМК, запущенный после Чернобыльской аварии 1986 года. |
| 3           | Смоленская АЭС    | РБМК-1000   | 1000      | 1984          | 1990                     | 2034 (план)   |                  | Блок-3 единственный с реактором типа РБМК, запущенный после Чернобыльской аварии 1986 года. |
| 4           | Смоленская АЭС    | РБМК-1000   | 1000      | 1984          | строительство прекращено |               |                  | Блок-3 единственный с реактором типа РБМК, запущенный после Чернобыльской аварии 1986 года. |

## Остановленные станции[1]

### Литва
| Изображение | Название        | Энергоблоки | Реакторы  | Мощность, МВт               | Начало строительства        | Ввод в работу | Окончание работы | Примечания                                                                                        |
| ----------- | --------------- | ----------- | --------- | --------------------------- | --------------------------- | ------------- | ---------------- | ------------------------------------------------------------------------------------------------- |
|             | Игналинская АЭС | 1           | РБМК-1500 | 1500                        | 1977                        | 1983          | 2004             | Энергоблоки, вырабатывавшие более 80 % электроэнергии Литвы были закрыты по требованию Евросоюза. |
| 2           | Игналинская АЭС | РБМК-1500   | 1500      | 1978                        | 1987                        | 2009          |                  | Энергоблоки, вырабатывавшие более 80 % электроэнергии Литвы были закрыты по требованию Евросоюза. |
| 3           | Игналинская АЭС | РБМК-1500   | 1500      | 1985                        | —                           |               |                  | Энергоблоки, вырабатывавшие более 80 % электроэнергии Литвы были закрыты по требованию Евросоюза. |
| 4           | Игналинская АЭС | РБМК-1500   | 1500      | Строительство не начиналось | Строительство не начиналось |               |                  | Энергоблоки, вырабатывавшие более 80 % электроэнергии Литвы были закрыты по требованию Евросоюза. |

### Украина
| Изображение | Название          | Энергоблоки | Реакторы  | Мощность, МВт | Начало строительства | Ввод в работу | Окончание работы | Примечания                                          |
| ----------- | ----------------- | ----------- | --------- | ------------- | -------------------- | ------------- | ---------------- | --------------------------------------------------- |
|             | Чернобыльская АЭС | 1           | РБМК-1000 | 1000          | 1970                 | 1977          | 1996             | Блок-4 был разрушен в результате аварии в 1986 году |
| 2           | Чернобыльская АЭС | РБМК-1000   | 1000      | 1973          | 1978                 | 1991          |                  | Блок-4 был разрушен в результате аварии в 1986 году |
| 3           | Чернобыльская АЭС | РБМК-1000   | 1000      | 1976          | 1981                 | 2000          |                  | Блок-4 был разрушен в результате аварии в 1986 году |
| 4           | Чернобыльская АЭС | РБМК-1000   | 1000      | 1979          | 1983                 | 1986          |                  | Блок-4 был разрушен в результате аварии в 1986 году |
| 5           | Чернобыльская АЭС | РБМК-1000   | 1000      | 1981          | отменён              |               |                  | Блок-4 был разрушен в результате аварии в 1986 году |
| 6           | Чернобыльская АЭС | РБМК-1000   | 1000      | 1983          | отменён              |               |                  | Блок-4 был разрушен в результате аварии в 1986 году |

## Остановленные строительства
После распада СССР в связи с серьёзнейшими экономическими и политическими изменениями в России и других странах строительство многих АЭС было остановлено.

### Россия
| Изображение | Название        | Энергоблоки | Реакторы  | Мощность, МВт | Начало строительства | Строительство остановлено | Примечания |
| ----------- | --------------- | ----------- | --------- | ------------- | -------------------- | ------------------------- | --- |
|             | Костромская АЭС | 1           | РБМК-1500 | 1500          | 1980                 | 1990                      | В связи с аварией на Чернобыльской АЭС строительство было прекращено. Проект пересмотрен, в 2016-2020 годах был запланирован запуск двух энергоблоков с реакторами типа ВВЭР-1200, в настоящее время строительство заморожено. |
| 2           | Костромская АЭС | РБМК-1500   | 1500      | 1980          | 1990                 |                           | В связи с аварией на Чернобыльской АЭС строительство было прекращено. Проект пересмотрен, в 2016-2020 годах был запланирован запуск двух энергоблоков с реакторами типа ВВЭР-1200, в настоящее время строительство заморожено. |